# 제1차 세계 대전 중 벨기에
다음은 제1차 세계 대전과 벨기에 왕국에 관한 내용이다.
벨기에는 1870년 이후, 독일 제국과 이를 저지하는 프랑스의 침입으로부터 방어를 목적으로 영국과 동맹을 맺었다. 그러나 영국과 동맹이 독일의 침략을 막아내지는 못했다. 슐리펜 계획에 따라 일찌감치 벨기에는 독일이 프랑스 침공을 위한 통로였기 때문이다. 
전쟁이 발발한 직후, 벨기에는 리에주 전투에서 패하여 리에주 요새를 독일군에 빼앗겼으며, 8월 30일에는 오스트리아-헝가리가 벨기에에 선전 포고했다. 리에주 전투 패배 및 요새 상실 후 수도 브뤼셀을 빼앗겼고, 9월 28일, 안트베르펀이 독일군에게 점령되어 벨기에 전 영토가 독일군의 점령 하에 놓이게 되었다. 벨기에 왕실과 정부는 프랑스의 누보 포르드로 옮겨 1918년까지 임시 수도로 삼았다. 
제1차 세계 대전의 서부 전선의 주요 전장은 북프랑스(특히 베르됭)와 벨기에-프랑스 국경 지대였다. 1914년에 형성된 참호선이 큰 변화 없이 종전까지 유지되었다.
전쟁 중에 벨기에서 벌어진 루벵 시 학살 사건은 벨기에인의 반독 감정을 불러일으켰다.